# Címeradomány
A címeradomány a címerek adományozását jelenti hivatalos formában, uralkodói jóváhagyás mellett.
Névváltozatok:

de: Wappenverliehung

Rövidítések:

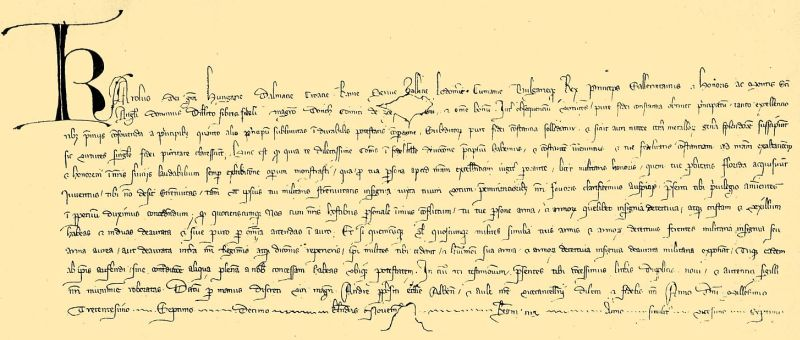
Doncs mester címeradománya (1327)

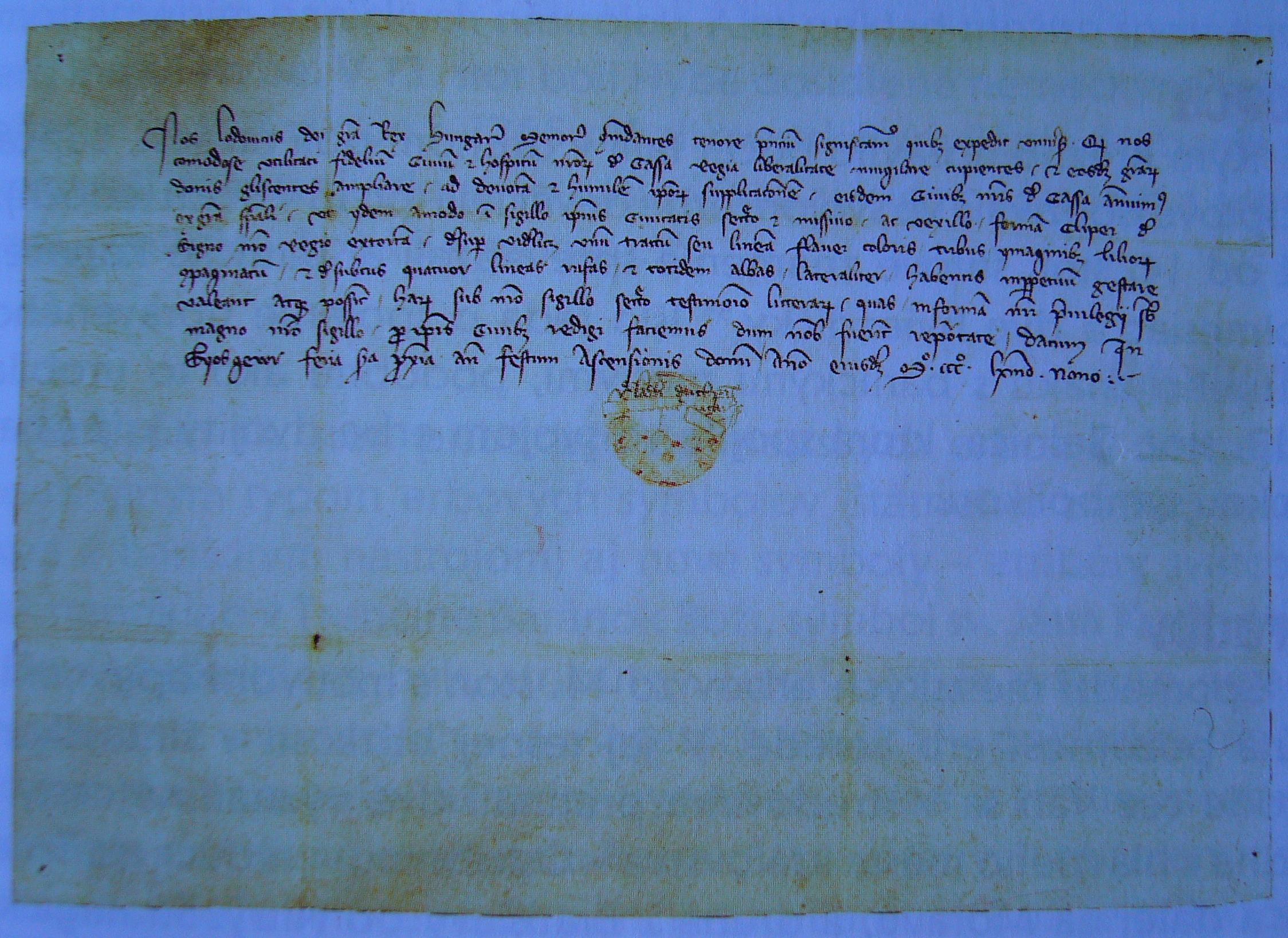
Kassa címereslevele (1369. május 7.). A címernek csak a leírását adja meg.

Az élő heraldika kezdetén a címereket mindenki saját maga vette fel. Ez a jog még ma is mindenkit megillet. A 14. század elejétől, előbb az uralkodói kegy megnyilvánulásaként a címerjavításkor, majd az ugyancsak kitüntetésként felfogható címeradományozással megindult a címerek hivatalos okleveles formában történő kiállítása. Ez egyaránt érdekében állt az uralkodói udvaroknak, melyek ellenőrzést gyakorolhattak a címerügy fölött és illetéket vethettek ki rá, másrészt a címerviselők is igazolni tudták általa társadalmi rangjukat és jogukat az adott címer viselésére. 
A legelső címeradományok még címerrajz nélkül készültek és csak leírták a címert. Hamarosan azonban megjelentek a díszes és ünnepélyes formában kiállított címeres levelek, rajta a címerek miniatúrájával.
A címeradományok elsősorban a nemesi családok címereihez köthetők, de jelentős volt a városi címerek adományozása is. Az első ismert európai városi címeradomány Kassa címerére vonatkozik 1369-ből. Ezt megelőzően 1327-ből való Doncs mester címere,  de ez inkább címerjavításnak tekinthető. 
A címeradomány vonatkozhat a címerre vagy a címerre és a nemességre a nemesítés alkalmával. Előfordult nemesség adományozása címer nélkül is, de ezek száma a 18. századtól egyre kevesebb. Magyarországon 1526-ig a címeradományozás kezdeményezője leggyakrabban a király volt vagy a kérelmező magas rangú pártfogója szóban kérte az uralkodótól. 1526 után a kérelmező írásban, úgynevezett címerkérő folyamodványban nyújtotta be a kérelmét a Magyar Királyi Udvari Kancelláriához, Erdélyben az Erdélyi Udvari Kancelláriához. A címeres leveleket a király, illetve a fejedelem sajátkezű aláírásával és pecsétjével is ellátta. 
Magyarországon csak nemességgel együttjáró címeradományok léteztek, illetve a megyék és a városok részesültek címeradományban, ami a kollektív nemesség egy formájának is tekinthető, a vele járó, bizonyos mértékű adózási és képviseleti jogokkal. 
Címeradományban polgárok is részesülhettek nemesi cím nélkül. A német birodalomban a 16. század óta a polgári címerekre vonatkozóan a palotagrófok (de: Pfalzgraf, la: comites palatini, a magyar nádor megfelelője) is rendelkeztek a címeradományozás  jogával. Ezenkívül más testületek és jogi személyek is rendelkeztek ezzel (pl. a prágai egyetem az általa promoveált doktorokra nézve). A címert meg lehetett szerezni jogügylet, adásvétel útján is. Ennek meghatározott díja volt. Ha az armalisták címereit is ide számítjuk, ez a forma Magyarországon nagyon el volt terjedve és a földesúri kötelékek alóli mentesítés, az ún. manumissio előzte meg. Néha uralkodói kiváltságként egyes magas rangú arisztokraták is megkapták a nemesítés, és ezzel együtt valószínűleg a címeradományozás jogát. Magyarországon ilyen volt az Esterházy család hercegi ágának nemesítési joga 1712-ből. Magyarországon néha a vármegye alspánja is nemesített. Magyarországon a király mellett a királyné is bírt adókivetési joggal, udvartartása, kancelláriája volt, egyház feletti patrónusi és nemesítési joggal rendelkezett.

## Kapcsolódó szócikk
- Címeres levél